# Ante Trumbić
Ante Trumbić (Split, 15. svibnja 1864. – Zagreb, 17. studenoga 1938.), bio je hrvatski političar i pravnik. Bio je pravaš pa jugoslavenski orijentiran političar koji se kasnije vratio ideji hrvatske državnosti.

## Uvod
Bio je zastupnik u Dalmatinskom saboru (1895. – 1914.) i Carevinskome vijeću (1897.). Od 1902. godine jedan od nositelja politike »novoga kursa«, od 1915. do 1918. godine predsjednik Jugoslavenskoga odbora. Godine 1917. potpisao je Krfsku deklaraciju. Nakon rata postaje ministar vanjskih poslova Kraljevstva SHS (1920.), nakon Rapalskoga ugovora podnosi ostavku (1921.). Zastupao je federalizam i nacionalnu ravnopravnost. Osnovao je Hrvatsku federalističku seljačku stranku 1926. godine, a 1928. godine ušao je u zastupnički klub Seljačko-demokratske koalicije. Od tada je u vanjskoj politici zastupao politiku |Hrvatske seljačke stranke, a 1931. godine i formalno je pristupio Hrvatskoj seljačkoj stranci.
Kao vrstan političar i diplomat sudjelovao je u svim važnim događajima vezanima uz raspad Austro-Ugarske Monarhije, ostvarenja jedinstva hrvatskih zemalja i njihove opstojnosti nakon Prvoga svjetskog rata te stvaranja Kraljevstva SHS. Djelujući u prvom redu u interesu hrvatskog naroda, u teškim okolnostima za hrvatske zemlje, suočio se s razočaranjima što ih je nosila Kraljevina Jugoslavija, a umro je tri godine prije raspada te države.

## Životopis
Ante Trumbić rođen je u Splitu 1864. godine. Osnovnu školu i klasičnu gimnaziju završio je u Splitu, gdje je maturirao 1882. godine. Pravo je studirao do 1886. godine u Zagrebu, Beču i Grazu, gdje je rigorozom promoviran u doktora prava 1890. godine. Zastupao pravaške ideje još od zagrebačkih studentskih dana, pa u tom smislu javno djelovao kao tajnik trogirske općine (1886. – 1888.), sudski pripravnik pri Kotarskom i Okružnom sudu i odvjetnik (1894.) u Splitu.

### Austro-Ugarska
Već za studija upoznao se s pravaškim idejama i surađivao u pravaškom listu Hrvatska kritizirajući oportunističku politiku narodnjaka u Dalmaciji. Od 1894. godine bio odvjetnik u Splitu, gdje je djelovao na okupljanju svih pravaških skupina u Dalmaciji u jedinstvenu pravašku organizaciju, Stranku prava. Trumbić se u politiku aktivno uključuje od 1891. godine i zastupao je pravaške ideje u Dalmaciji. S Ivom Prodanom i Franom Supilom osnovao je Stranku prava u Dalmaciji 1894. godine. Trumbić je uz Supila najvažniji predstavnik dalmatinskoga liberalnog pravaštva. Bio je zastupnikom u Dalmatinskom saboru više puta između 1895. i 1914. godine, a 1897. godine i predstavnik u Carevinskom vijeću u Beču.
Na njegovu inicijativu, hrvatski zastupnici objavili deklaraciju kojom se osporavao dotadašnji državnopravni položaj Dalmacije u austrijskom dijelu Monarhije. Radi jačanja političkog saveza pravaša i narodnjaka, sudjelovao je 1900. godine u osnivanju te bio predsjednik Hrvatskoga političkoga društva za Dalmaciju. Zajedno s Franom Supilom pokrenuo je 1903. godine politiku »novoga kursa« s idejom ujedinjenja hrvatskih zemalja, te suradnje svih naroda ugroženih germanizacijom. Od 1905. do 1907. godine bio je izabran za gradonačelnika Splita. Godine 1905. potaknuo je ujedinjenje dalmatinske Stranke prava i Narodne stranke u Hrvatsku stranku, kojoj je bio potpredsjednik, te napisao stranački program. Politika »novoga kursa« značila je približavanje Ugarskoj u korist zajedničke protubečke politike s boljim izgledima za samoodređenje i ujedinjenje hrvatskih zemalja. Taj program podloga je Riječke rezolucije, koju je Trumbić i predložio na sastanku glavnine hrvatskih oporbenih stranaka (2. i 3. listopada 1905. godine). Nakon krize oko aneksije BiH (1908. – 1909.) i balkanskih ratova (1912. – 1913.) zagovarao je ujedinjenje Južnih Slavena izvan Austro-Ugarske Monarhije.

### Prvi svjetski rat
Prihvativši ideju hrvatsko-srpskoga »narodnog jedinstva«, Trumbić sve više računa sa stvaranjem zajedničke jugoslavenske države. Nakon sarajevskog atentata, a po prethodnom dogovoru s oporbenim prvacima, prelazi u Italiju, gdje s Franom Supilom i Ivanom Meštrovićem pokušava spriječiti saveznička pogađanja s Italijom na račun hrvatskih i slovenskih teritorija. Unatoč znakovima srbijanske ekskluzivnosti, Trumbić je nakon susreta s predstavnicima domovinskih stranaka i Srbije, pa i razgovora s Nikolom Pašićem u Nišu (travanj 1915. godine), ustrajao na formiranju Jugoslavenskog odbora, koji je pokrenut potkraj svibnja 1915. godine u Parizu s Trumbićem na čelu. U početku su u tome odboru prevladavale razmirice između Trumbića i Supila, koji je nasuprot Trumbiću zahtijevao srbijanska jamstva kao preduvjet za zajedničku državu. Bio je zatim predsjednik Odbora u Londonu te je nastojao kod sila Antante i srpske vlade postići priznanje Odbora kao zastupnika interesa južnoslavenskih narodâ Monarhije i jugoslavenskih dragovoljačkih trupa kao savezničkih vojnih postrojbi.
Zbog mišljenja o nužnosti ujedinjenja s Kraljevinom Srbijom, došao je u sukob sa Supilom, koji je zatim istupio iz Odbora. Nakon revolucije u veljači 1917. godine u Rusiji, Pašić je pristao na razgovore o novoj državi, što je utrlo put Krfskoj konferenciji.
Na Krfskoj konferenciji, zauzimao se da ujedinjenje Kraljevine Srbije i ostalih južnoslavenskih naroda bude provedeno na temelju priznanja narodne individualnosti. Krfsku deklaraciju (20. srpnja 1917. godine), čiji je bio potpisnik u ime Jugoslavenskoga odbora, držao je osnovnim dokumentom južnoslavenskog ujedinjenja, koji se suprotstavljao velikosrpskim koncepcijama Nikole Pašića. Sama deklaracija bila je kompromisan i nedorečen dokument. Kao predstavnik Narodnoga vijeća Slovenaca, Hrvata i Srba, na Ženevskoj konferenciji (9. studenoga 1918. godine) postigao je priznanje Države Slovenaca, Hrvata i Srba kao ravnopravnoga čimbenika s Kraljevinom Srbijom u ujedinjenju južnoslavenskih naroda. Ali kako je srpska vlada odbila zaključke konferencije, ujedinjenje je provedeno bez njegova utjecaja.

### Kraljevina Jugoslavija
Nakon uspostave južnoslavenske države, Kraljevstva SHS, 1. prosinca 1918. godine i formiranja prve zajedničke vlade, pod predsjedništvom radikala Stojana Protića, izabran je za ministra vanjskih poslova (20. prosinca). Sudjelovao je na mirovnoj konferenciji u Versaillesu kao Pašićev zamjenik, zastupajući interese Kraljevstva SHS nasuprot talijanskim presezanjima prema istočnoj obali Jadrana. Voditelj je jugoslavenske delegacije na teritorijalnim pregovorima s Italijom u Rapallu (8. – 12. studenoga 1920. godine), nakon kojih je podnio ostavku. Razočaran politikom Beograda, izabran je u Ustavotvornu skupštinu kao nezavisni zastupnik, osudio centralistički ustavni prijedlog i glasovao protiv njega. Protivio se kao i svi ostali hrvatski predstavnici, Vidovdanskom ustavu.
Zauzimao se za federalističko uređenje i nacionalnu ravnopravnost. Nakon prijelaza u Zagreb 1923. godine, 1924. godine ušao je u Hrvatsku zajednicu (koja je bila u Hrvatskom bloku). Hrvatsku zajednicu, autonomističku građansku stranku usmjerava k republikanstvu. Radićev je odvjetnik nakon uhićenja vodstva HRSS-a 1925. godine, prihvaća kandidaturu HRSS-a i svoje matične stranke, te pobjeđuje na skupštinskim izborima 1925. godine kao jedan od kandidata za grad Zagreb. Raskida s Radićem nakon njegova prihvaćanja Vidovdanskog ustava. Radićev čin ulaska u vladu označio je kao kapitulaciju pred hegemonizmom, te istupa iz stranke i osniva proturadićevsku Hrvatsku federalističku seljačku stranku. Stranka je svoj program temeljila na nepriznavanju Vidovdanskog ustava i centralističkog uređenja države. Na skupštinskim izborima 1927. godine stvorio je Hrvatski blok s frankovcima, te bio izabran u Zagrebu skupa s Antom Pavelićem.
Nakon atentata na Stjepana Radića (20. lipnja 1928. godine), pristupio je Zastupničkome klubu Seljačko-demokratske koalicije (SDK) te je u vanjskoj politici zastupao politiku Hrvatske seljačke stranke (HSS). Bila je to neuspjela vanjskopolitička misija HSS-a u nizu zapadnih zemalja. Za Šestosiječanjske diktature, branio je Vladka Mačeka nakon uhićenja 1930. godine. Godine 1931. i formalno je pristupio HSS-u. Godine 1932. zajedno s Vladkom Mačekom i SDK, sudjeluje u stvaranju rezolucije nazvane Zagrebačke punktacije. Trumbić je sastavio tekst rezolucije, a potpisao ju je i Mile Budak. U toj se rezoluciji osuđuje srpski hegemonizam, naglašava hrvatska individualnost i traži složena država. Za vrijeme Mačekova tamnovanja (1932. – 1934.) neformalno je predvodio HSS.
Djelujući u prvom redu u interesu hrvatskog naroda, u teškim okolnostima za hrvatske zemlje, suočio se s razočaranjima što ih je nosila Kraljevina Jugoslavija, a umro je tri godine (1938.) prije raspada te države, u Zagrebu. Pokopan je u Splitu, a nadgrobni mu je spomenik, djelo Ivana Meštrovića, postavljen na obljetnicu smrti, u studenome 1939. godine.

## Djela
- Programni govor Dra Ante Trumbića načelnika obćine Splita izrečen U I. sjednici obćinskoga vieća dne 13. veljače 1906., tiskan na izvršenje jednoglasnog zaključka istoga vieća, Brzotiskom Narodne tiskare, Split, 1906.
- Le problème de l'Adriatique, Lang Blanchong, Pariz, 1919.
- Govor Dr Ante Trumbića: u sednici Ustavotvorne skupštine u Beogradu 23. i 25. aprila 1921. povodom generalnog pretresa o ustavu, Državna Štamp. Kraljevine Srba, Hrvata i Slovenaca, Beograd, 1921.
- Dvije politike: Pašić - Trumbić o ujedinjenju Srba, Hrvata i Slovenaca, Tipografija d.d.,  Zagreb, 1923.
- Suton Austro-Ugarske i Riječka rezolucija: iz mojih političkih uspomena, Vlastita naklada, Zagreb, 1936.

### Posmrtno
- Izabrani spisi, (izabrao i uredio Ivo Petrinović), Književni krug, Split, 1986.
- Izabrani politički spisi, (izbor i uvodna studija Ivo Petrinović), Golden marketing-Narodne novine, Zagreb, 1998.

## Vanjske poveznice
- Dr. Ante Trumbić, Riječka rezolucija: o tridesetogodišnjici njena opstanka: 1905. - 3. X. 1935.: iz mojih političkih uspomena, u: Obzor: spomen-knjiga: 1860-1935, uredili Milivoj Dežman i Rudolf Maixner, Tisak i naklada tipografije D.D., Zagreb, 1936., str. 28. – 39. (digitalizirana knjiga), library.foi.hr
- Milan Jajčinović, Jesu li naši masoni dugotrajniji ili utjecajniji?, vecernji.hr, 9. listopada 2013.